# Indothais malayensis
Indothais malayensis is een slakkensoort uit de familie van de Muricidae. De wetenschappelijke naam van de soort is voor het eerst geldig gepubliceerd in 1996 door Tan & Sigurdsson.